# Villa San Giovanni
Villa San Giovanni is een gemeente in de Italiaanse provincie Reggio Calabria (regio Calabrië) en telt 13.392 inwoners (31-12-2004). De oppervlakte bedraagt 12,2 km², de bevolkingsdichtheid is 1090 inwoners per km².
Villa San Giovanni is gelegen aan de Straat van Messina en is vooral bekend als de plaats waarvandaan de veerboten naar Sicilië vertrekken. Deze veren voor auto- en treinverkeer varen tussen Villa San Giovanni en de stad Messina.

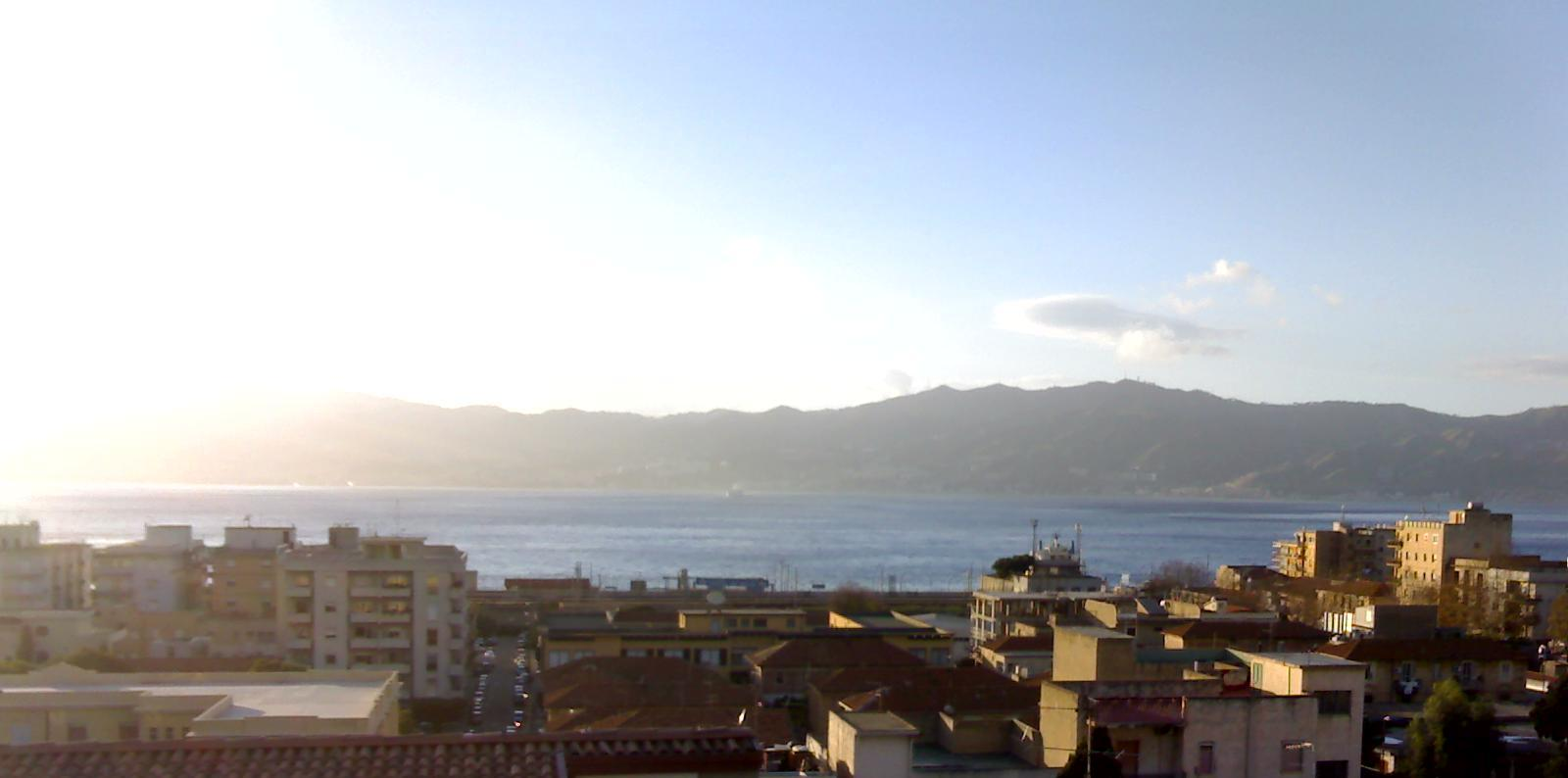
Villa San Giovanni
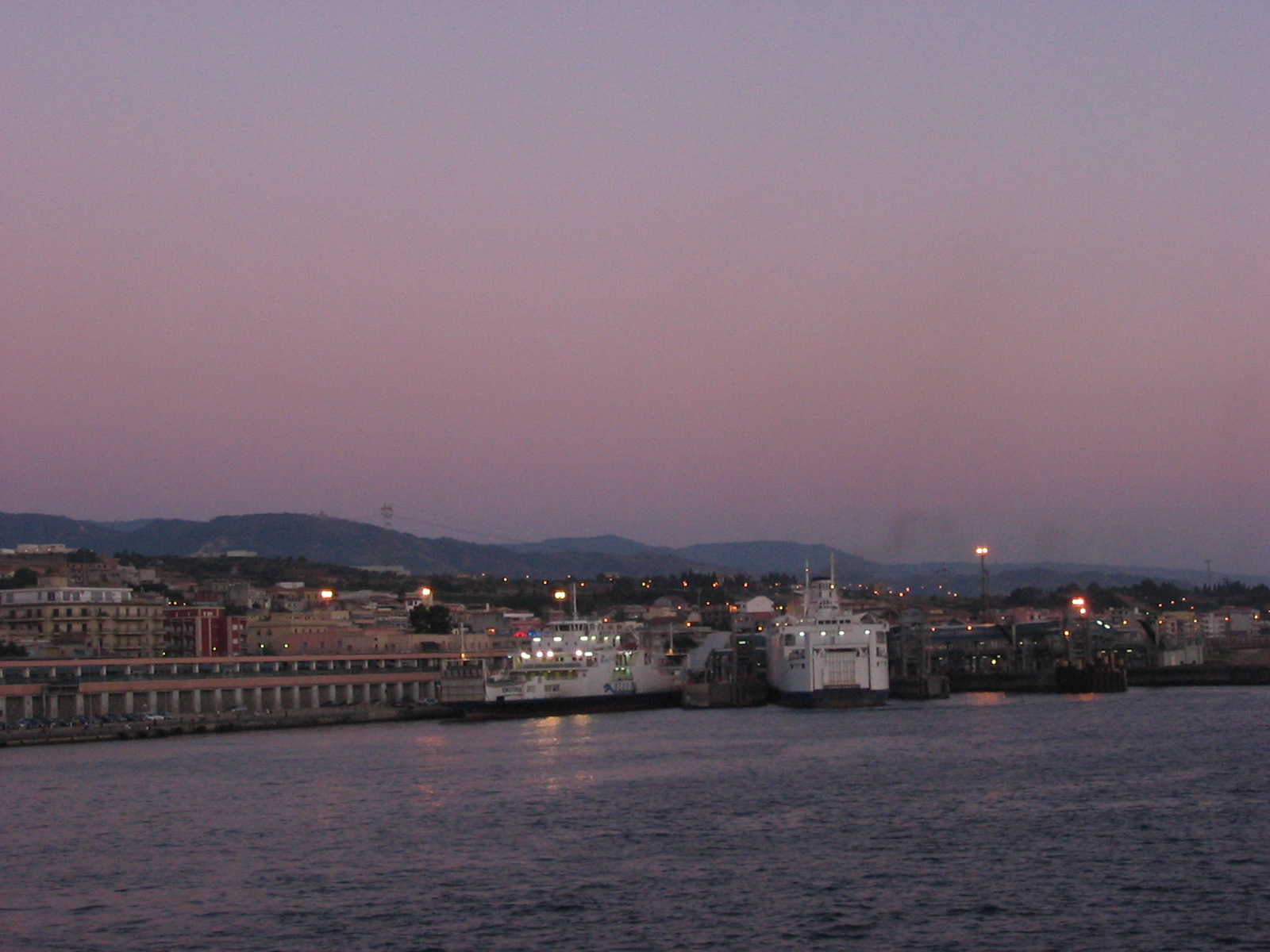
Villa San Giovanni
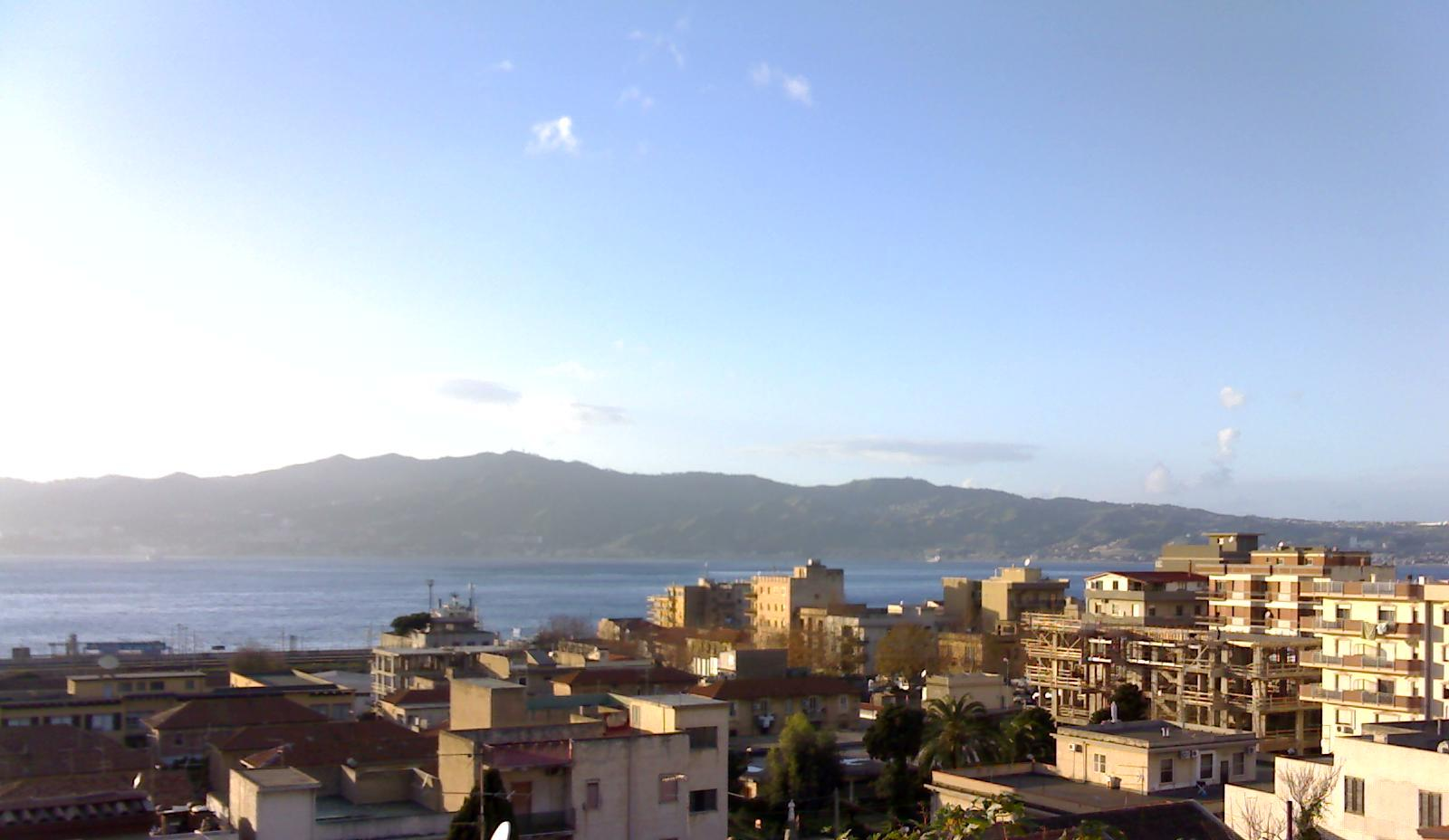
Villa San Giovanni
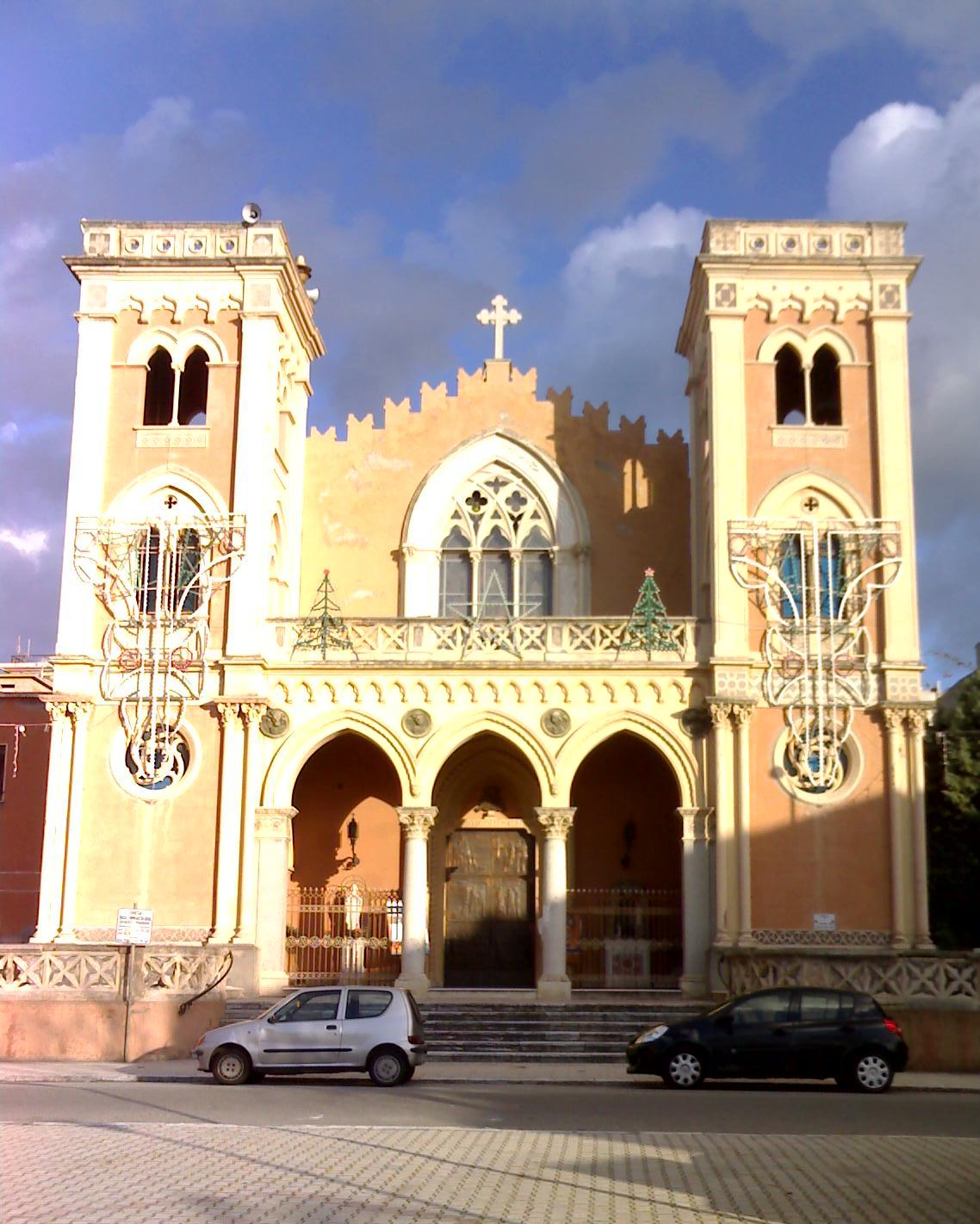
Immacolatakerk
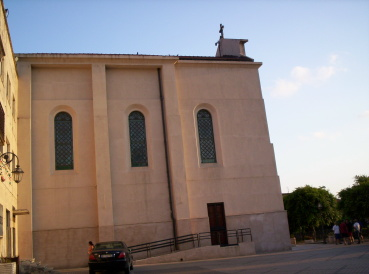
Kerk SS.Cosma Damiano
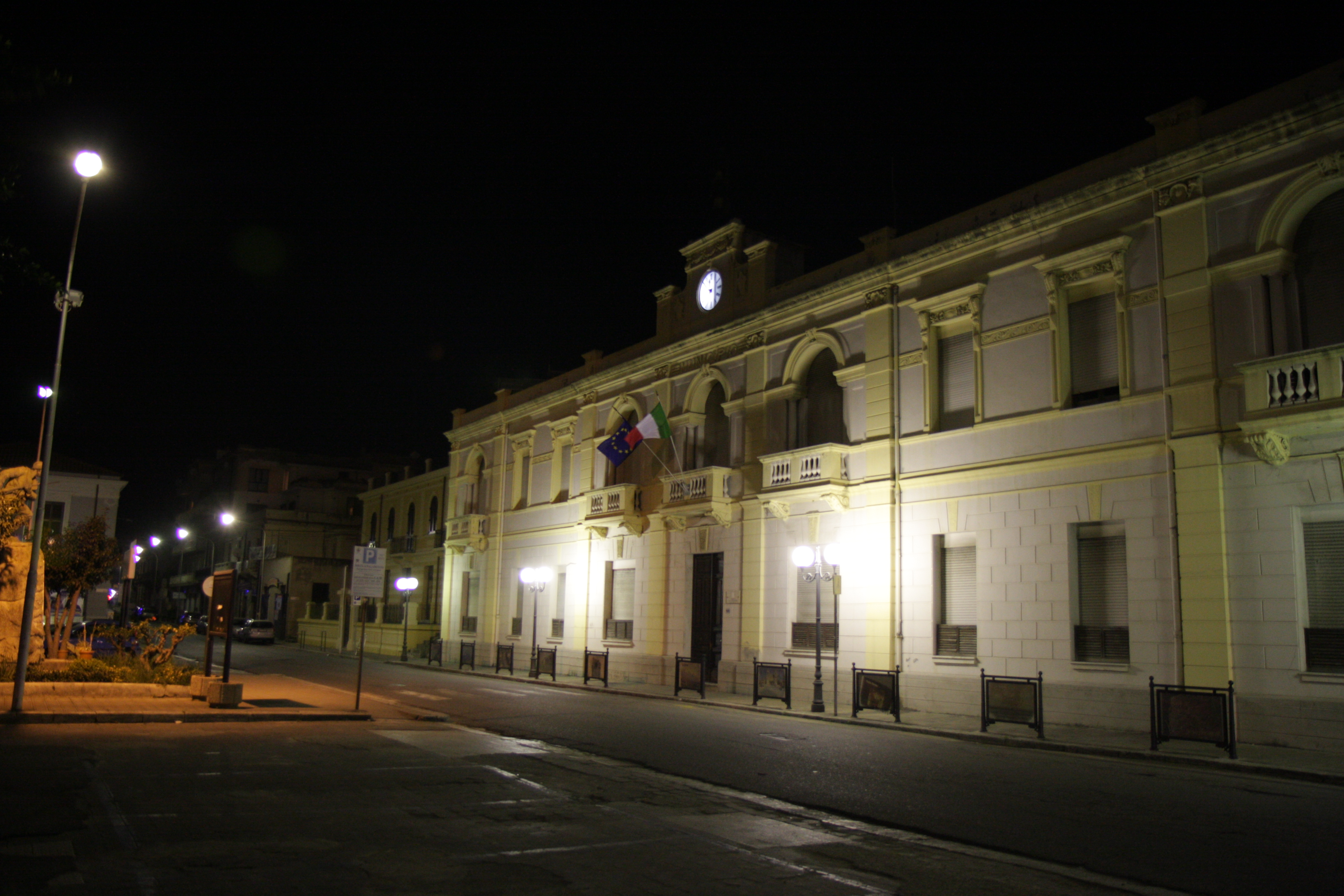
Gemeentehuis

## Demografie
Villa San Giovanni telt ongeveer 4864 huishoudens. Het aantal inwoners steeg in de periode 1991-2001 met 2,6% volgens cijfers uit de tienjaarlijkse volkstellingen van ISTAT.
| Jaar | Inwoneraantal |
| ---- | ------------- |
| 1991 | 12.785        |
| 2001 | 13.119        |

## Geografie
Plaatsen die deel uitmaken van de gemeente Villa San Giovanni zijn Cannitello, Piale, Acciarello, Pezzo, Case Alte, Ferrito, Porticello.
Villa San Giovanni grenst aan de volgende gemeenten: Campo Calabro, Fiumara, Reggio Calabria, Scilla.